# You Are Free
You Are Free es el sexto álbum de la cantante estadounidense Cat Power. Fue lanzado al mercado en 2003 por Matador Records y contó con las colaboraciones estelares de Eddie Vedder (Pearl Jam) a los coros y de Dave Grohl (Nirvana, Foo Fighters) como batería.
Todas las canciones son composición de Cat Power, a excepción de dos versiones de John Lee Hooker (Keep on Runnin' (Crawling Black Spider)) y Michael Hurley (Werewolf).
De la canción He War se realizó un videoclip dirigido por Brett Vapnek .

## Lista de canciones
1. I Don't Blame You - (3:05)
2. Free - (3:34)
3. Good Woman - (3:58)
4. Speak for Me - (3:04)
5. Werewolf - (4:08)
6. Fool - (3:49)
7. He War - (3:31)
8. Shaking Paper - (4:36)
9. Baby Doll - (2:56)
10. Maybe Not - (4:19)
11. Names - (4:50)
12. Half of You - (2:42)
13. Keep on Runnin' (Crawling Black Spider) - (3:51)
14. Evolution - (4:44)

## Músicos
- Chan Marshall - voces, guitarras y piano
- Dave Grohl - batería
- Eddie Vedder - coros
- Maggie - coros
- Warren Ellis - violín

- Datos: Q1994885